# ...And Justice for All (filme)
…And Justice for All (prt: … E Justiça para Todos, ou E Justiça para Todos; bra: Justiça para Todos) é um filme estadunidense de 1979 dos gêneros drama, policial e suspense, dirigido por Norman Jewison, com roteiro (indicado ao Oscar) de Valerie Curtin e Barry Levinson.

## Sinopse
Arthur Kirkland é um advogado idealista que já teve vários desentendimentos (inclusive já foi preso por desacato) com Fleming, um inflexível juiz, que dizem apenas seguir as leis a risca, até que um dia Arthur recebe com surpresa a notícia de que Fleming foi preso, acusado do espancamento e estupro de uma jovem, e ironicamente quer ser defendido por ele, pois como todos sabem da rivalidade que existe entre os dois, Kirkland só o defenderia se tivesse certeza de sua inocência. Em retribuição, Fleming promete rever um caso no qual Arthur tenta pôr em liberdade um cliente inocente, que está preso há dezoito meses, graças ao juiz.

## Elenco
- Al Pacino como Arthur Kirkland
- John Forsythe como juiz Henry T. Fleming
- Christine Lahti como Gail Packer
- Jack Warden como juiz Francis Rayford
- Lee Strasberg como Sam Kirkland
- Jeffrey Tambor como Jay Porter
- Sam Levene como Arnie
- Robert Christian como Ralph Agee
- Thomas G. Waites como Jeff McCullaugh
- Larry Bryggman como Warren Fresnell
- Dominic Chianese como Carl Travers
- Craig T. Nelson como Frank Bowers
- Victor Arnold como Leo Fasci
- Vincent Beck como oficial Leary
- Bonita Cartwright como mulher no carro
- Michael Gorrin como idoso
- Darrell Zwerling como William Zinoff

## Prémios e nomeações
| Premiação          | Categoria               | Recipiente                     | Resultado |
| ------------------ | ----------------------- | ------------------------------ | --------- |
| Oscar 1980         | Melhor ator             | Al Pacino                      | Indicado  |
| Oscar 1980         | Melhor roteiro original | Barry Levinson, Valerie Curtin | Indicado  |
| Globo de Ouro 1980 | Melhor ator - drama     | Al Pacino                      | Indicado  |

## Recepção
…And Justice for All abriu a aclamação crítica e sucesso de bilheteria. Produzido com um orçamento modesto de $ 4 milhões, que arrecadou mais de $ 33,3 milhões em América do Norte, tornando-se o 24.º maior bilheteria de 1979. O filme recebeu críticas em sua maioria positivas dos críticos, ganhando uma classificação de 84% "Fresh" no site da revisão agregada Rotten Tomatoes. Brian W. Fairbanks no livro The Late Show chama o roteiro do filme "excessivamente artificial", apesar de a frase "marca registrada" de Pacino no tribunal. Dos 30 pontos, Zagat deu ao filme 23 no geral, atuando 26, e história e produção de 22 cada. (20-25 representa "muito boa a excelente"; 26-30 representam "extraordinário à perfeição".) A revista Empire chamou-lhe um "sólido, mas um pouco clichê drama de tribunal" e classificaram três estrelas de cinco.
A declaração de abertura de Kirkland no tribunal no final do filme, incluindo toda a frase, "Você está fora de ordem! Você está fora de ordem! Todo o julgamento está fora de ordem! Eles estão fora de ordem!", Tem sido frequentemente discutido. Filmsite chamado a encerrar uma das Melhores Filme Discursos e Monólogos. MSN Canadá observou que toda a frase é uma das 10 principais "frases citadas erroneamente do cinema".

## Produção
O filme foi filmado em Baltimore, incluindo a área do tribunal, o Monumento a Washington do distrito de Mount Vernon, e Fort McHenry. Pacino praticado a cena do "Você está fora de ordem!" 26 vezes na borda do edifício.